# Spring Grove, Pennsylvania
Spring Grove är en ort i York County i delstaten Pennsylvania. Vid 2010 års folkräkning hade Spring Grove 2 167 invånare.